# Mike Gibala
Michael David Gibala (* 1. Dezember 1972) ist ein ehemaliger kanadischer Basketballspieler, der auch die irische Staatsbürgerschaft innehat.

## Laufbahn
Gibala stammt aus Windsor in der kanadischen Provinz Ontario. Von 1992 bis 1996 spielte er im Nachbarland, den Vereinigten Staaten, an der Northern Michigan University. Der 2,02 Meter messende Innenspieler erzielte in der Saison 95/96 als bester Korbschütze der Hochschulmannschaft 17,1 Punkte je Begegnung und kam auf 7,6 Rebounds pro Partie.
Der Kanadier stand in der Saison 1996/97 ab Ende Oktober 1996 beim deutschen Bundesliga-Aufsteiger Telekom Baskets Bonn unter Vertrag, erzielte in der Bundesliga-Hauptrunde 2,3 Punkte je Begegnung für Bonn und wurde mit der Mannschaft deutscher Vizemeister.
1997/98 war Gibala zeitweilig Mitglied von Sunair Oostende in Belgien, in derselben Saison spielte er beim deutschen Zweitligaaufsteiger SSV Weißenfels unter Trainer Frank Menz. 1998/99 erzielte er in zwölf Punktspieleinsätzen für Scandone Avellino (Italien) 5,1 Punkte sowie 2,2 Rebounds im Durchschnitt. 1999/2000 war er Mitglied des deutschen Zweitligisten SG Sechtem.
In der Saison 2000/01 stand er bei Aveiro Basket (Portugal) unter Vertrag. 2001/02 war der Kanadier Spieler des BBC Monthey in der Schweizer Nationalliga A.
Während des Spieljahres 2002/03 stand er zeitweilig beim griechischen Zweitligisten KAO Dramas (6 Ligaeinsätze) und zeitweilig beim spanischen Verein CB Pontevedra in der Liga EBA unter Vertrag. Für die Mannschaft aus Galicien bestritt Gibala acht Spiele (9,4 Punkte/Begegnung).
Er schloss seine Laufbahn als Berufsbasketballspieler im Jahr 2003 mit einem Engagement in seiner Heimatstadt bei der Mannschaft Windsor Drive ab. Gibala wurde im Jahr 2012 Co-Trainer der Basketball-Damen der University of Windsor. Er blieb bis 2017 im Amt.